# Алекси Паунов
Алекси (Алексей) Спасов Паунов е български революционер, участник в Българското опълчение.

## Биография
Паунов е роден през 1843 година в кривопаланското село Одрено, което тогава е в Османската империя. Работи като градинар в Албания, Унгария, Италия и в Румъния. Участва като доброволец в Сръбско-турската война през 1876 година. След избухването на Руско-турската война е доброволец в Българското опълчение и на 1 май 1877 година е зачислен в I рота на I опълченска дружина.
След Берлинския договор се заселва в село Бръшлен, Русенско, където като опълченец е оземлен. Занимава се със земеделие и бакалство. Обявен е за почетен гражданин на Габрово в 1923 година. Умира в Бръшлен в 1942 година.